# 剎車斬波器

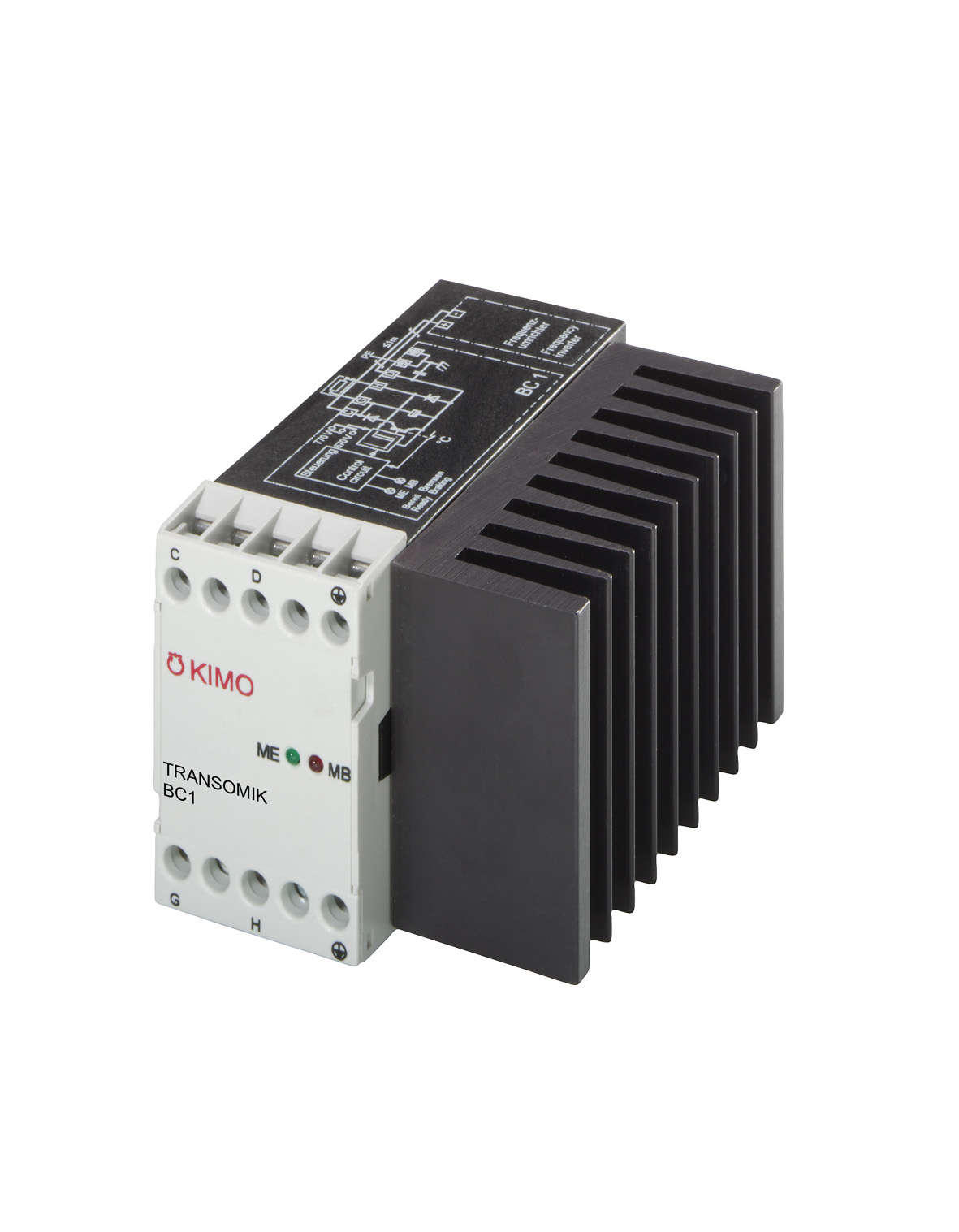
剎車斬波器

剎車斬波器（Braking choppers）是安裝在變頻器直流鏈端的斩波器電路，當負載將能量回灌到直流鏈時，可利用剎車斬波器及剎車電阻去控制直流鏈的電壓。例如一個已激磁的馬達，其負載為被動拖曳型負載（overhauling load），此時馬達的特性類似發電機，將動能轉換為電能，送至直流端。這種配合電阻，制動時讓电阻消耗能量的作法稱為电阻制动。
有些變頻器內部也會內建剎車功率半導體（稱剎車晶體）及相關電路，此時只需保留連接剎車電阻的端子，供客戶安裝即可。剎車斬波器動作的直流鏈電壓準位則由變頻器自行設定。

## 運作原理

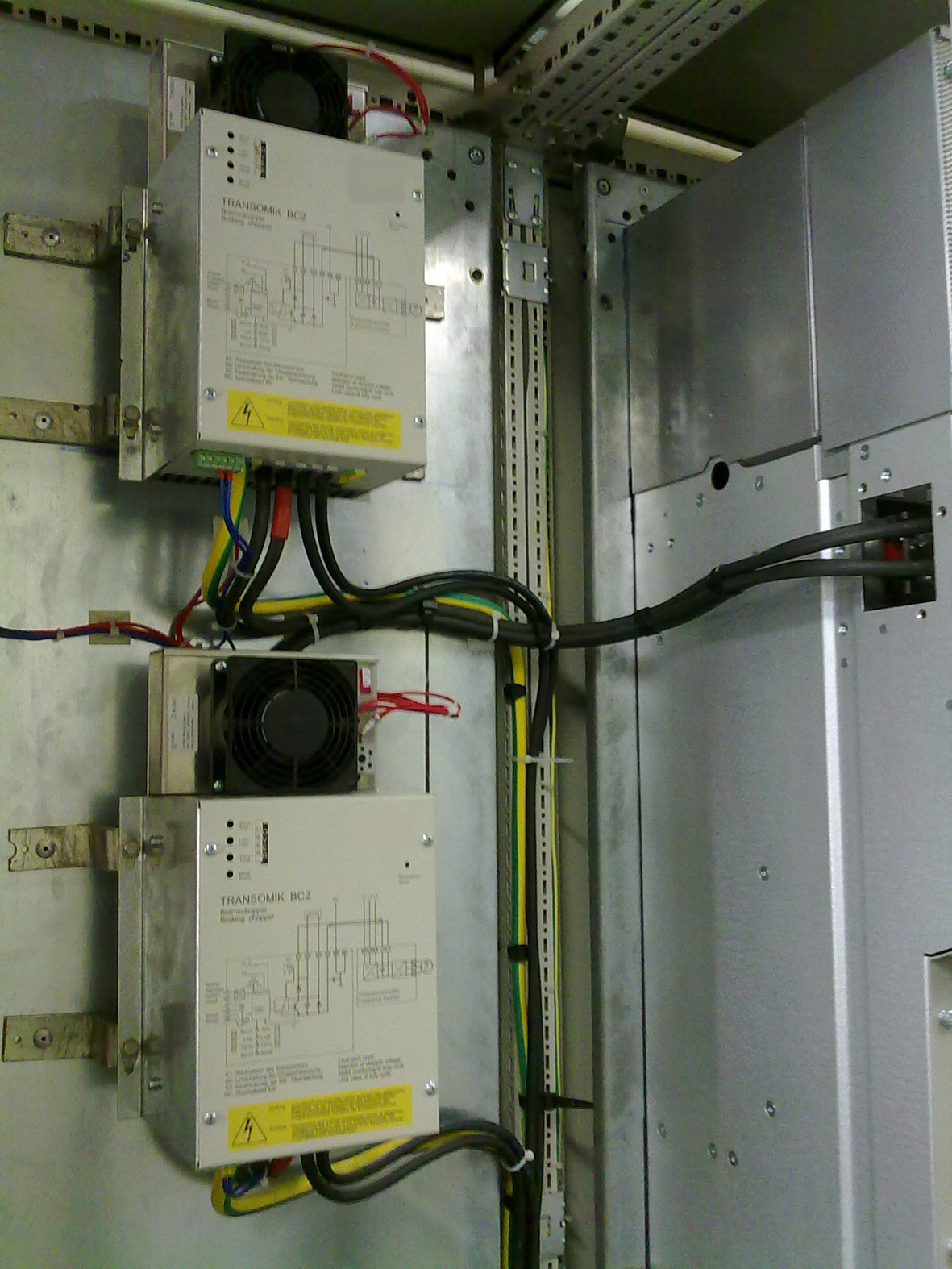
大型的剎車斬波器

剎車斬波器可視為一個電子開關，利用將能量導通到電阻器轉換為熱能的方式來控制直流電壓。一般變頻器的剎車斬波器會在直流鏈電壓過高時自動動作，直流鏈電壓的準位則依變頻器的額定電壓而定。

## 優點
- 配線簡單，是已成熟的技術。
- 斬波器和電阻的成本都不高。
- 即使交流電源斷電，斬波器仍可以運作，將負載回灌的電能轉換為熱能。

## 缺點
- 剎車能量會轉換為熱能，若無法再運用熱能，此能量就浪費了。
- 斬波器和電阻需要額外的空間
- 需要針對冷卻和熱能回收系統進行投資
- 剎車斬波器的尺寸和其運行的週期有關，例如每10分鐘有1分鐘 100%的全功率輸出。若剎車頻率越高，越需要準確的規劃其尺寸。
- 因為電阻發熱，以及空氣中可能有的粉塵和化學成分，會增加失火的風險。
- 在剎車時直流鏈電壓持續升高，會造成馬達絕緣上的額外電壓應力。

## 應用
以下的應用不適合使用剎車斬波器：
- 偶爾才需要剎車
- 剎車能量相對馬達能量的比例很小
- 環境的空氣中有相當的粉塵、或是可燃、爆炸性成份。

以下的應用適合使用剎車斬波器：
- 經常需要剎車，或是持續需要剎車
- 剎車能量相對馬達能量的比例較高
- 瞬時剎車功率很大，例如數百kW的剎車功率，持續數分鐘。